# エテリジア (小惑星)
エテリジア (331 Etheridgea) は、小惑星帯にある大きな小惑星である。
1892年4月1日にオーギュスト・シャルロワがニースで発見した。名前の由来は不明だが、フランス語の女性名ではないかとされている。